# Estação de Noviciado

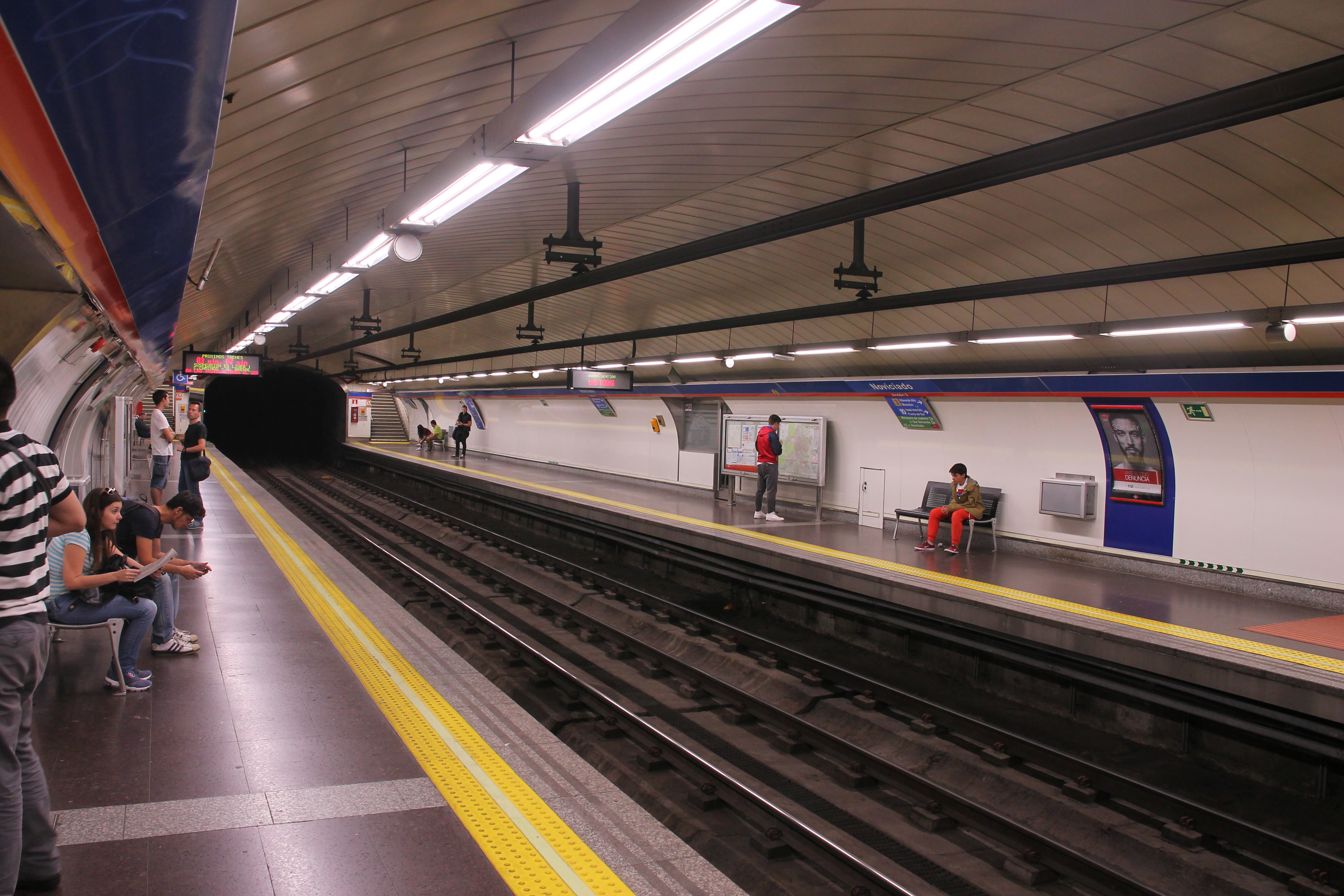
Plataformas de embarque da Estação Noviciado Linha 2 do Metro de Madrid.

Noviciado é uma estação da Linha 2 do Metro de Madrid com um corredor de ligação à estação de Plaza de España (linhas 3 e 10).

## História
Foi inaugurada em 21 de outubro de 1925. Está ligada à estação da Plaza de España fazendo a junção com a Linha 3 e a Linha 10.

## Acessos
Noviciado 
- Mº de Justicia C/San Bernardo, 45 (junto ao Ministério de Justiça)
- Noviciado C/San Bernardo, 51 (esquina C/Noviciado) fecha a partir das 21:40